# قو
قو آلة نقرية منتشرة في الصين لها تاريخ طويل. حسب التحف الأثرية المكتشفة يمكن ارجاع تاريخها إلى ما قبل 3000 سنة. وفي القدم لم تسخدم آلة قو في موسيقى تقديم القرابين وموسيقى الرقص فحسب بل أيضا استخدمت في تخويف العدو في المعركة وطرد الوحوش، بالإضافة إلى إعلان الساعة والإنذار بالخطر. ومع تطور المجتمع توسع نطاق استخدام آلة قو، حيث لا تستغني عنها الأوركسترا القومية ومختلف الأوبرات المحلية والأغاني البلدية والغناء والرقص ومسابقة القوارب وحفلات الأعياد. وتكثر أنواع آلة قو، منها آلة ياو قو وآلة داقو وآلة تونغ قو وآلة هوا بن قو وغيرها. لآلة ياو قو أربعة أنواع، وليس لها نغمات محددة. صوتها جلي عال، ودائما تعزف في مصاحبة الغناء والرقص الشعبي الريفي.